# رابح سعدان
رابح سعدان الملقب بالشيخ (3 مايو 1946 في باتنة، الجزائر) هو مدرب جزائري سابق، حصل على عدة ألقاب إفريقية وعربية، كان آخرها مع وفاق سطيف الجزائري بالكأس العربية التي تمت في موسم 2007 - 2008.

## حياته
ولد رابح سعدان في حي السطا في باتنة، والده عمار المتوفي عام 1970، جاء إلى باتنة عام 1910 واستقر بها بعد أن قدم إليها من ولاية جيجل ، أنهى دراسته الثانوية في ثانوية أحمد رضا حوحو بقسنطينة حيث نال شهادة الباكالوريا وأكمل دراسته بقسنطينة وحصل على شهادة الدكتوراه، وبدأ حياته الرياضية في فريق مولودية باتنة كمدافع فريقه الأول قبل أن ينتقل إلى فرق مولودية قسنطينة وشبيبة الأبيار واتحاد البليدة بحكم تنقلة من مدينته باتنة للدراسة.

## مسيرته
- كان مساعد المدرب الوطني الجزائري تحت 20 سنة المتأهل إلى كأس العالم للشباب سنة 1979 في اليابان
- كان مساعد المدرب الوطني الجزائري المتأهل إلى كأس العالم سنة 1982 في إسبانيا
- كان على رأس العارضة الفنية للمنتخب الجزائري وساهم في تأهله إلى كأس العالم 1986 بالمكسيك
- ثم عام 2004 عندما وصل إلى الدور الربع النهائي في كأس الأمم الأفريقية التي أقيمت آنذاك في تونس
- ثم انتقل لتدريب منتخب اليمن ثم عاد للجزائر وقام بتدريب نادي وفاق سطيف وحقق معه كأس العرب.
- كما تحصل مع فريق الرجاء البيضاوي المغربي دوري أبطال أفريقيا لكرة القدم عام 1989 عندما هزم في النهائي جاره مولودية وهران الجزائري بركلات الترجيح.
- تحصل أيضا على كأس دوري أبطال العرب مع وفاق سطيف الجزائري سنة 2007
- في عام 2008 عاد رابح سعدان إلى تدريب المنتخب الجزائري، حيث نجح في إيصال منتخب بلاده إلى المرتبة الأولى ضمن المجموعة الخامسة حيث تصدرت الجزائر المجموعة ب 13 نقطة وضمن تأهله لكاس امم افريقيا 2010 اين انهى الفريق مشواره بالمركز الرابع.
- في 2009 نجح المدرب المخضرم الشيخ رابح سعدان في إيصال المنتخب الجزائري لنهائيات كأس العالم 2010 التي اقيمت في جنوب أفريقيا بعد مشوار باهر حيث تصدّر وسيطر المنتخب الجزائري على مجموعته، وتأهل بعد فوزه على نظيره المصري في المباراة الفاصلة التي جمعت الفريقين في السودان يوم 18 نوفمبر 2009، وفاز خلالها أبناء الشيخ سعدان بهدف مقابل صفر.
- كون فريقاً يتكون من هؤلاء اللاعبين: كريم زياني - نذير بلحاج - عنتر يحيى - الوناس قاواوي - مجيد بوقرة - عبد القادر غزال - رفيق صايفي - كريم مطمور - مراد مغني وغيرهم.

- فاز بلقب أحسن مدرب عربي لسنة 2009 وهو أحسن مدرب جزائري لكل الأوقات بحكم تأهيله المنتخب الجزائري 3 مرات لكأس العالم إلى جانب كأس العالم للشباب إضافة إلى انجازات أخرى.
- مرتبة 15 كأفضل مدرب عالمي لسنة 2009 حسب تصنيف الفيدرالية الدولية لكرة القدم للتاريخ والإحصائيات.[2]
- استقال رابح سعدان في 4 سبتمبر 2010 من منصبه كمدرب للمنتخب الوطني الجزائري، بعد الضغط الذي أفرزه تعثـر المنتخب أمام تنزانيا بهدف لمثله بملعب مصطفى تشاكر في البليدة.[3]

## روابط خارجية
- رابح سعدان على موقع قاعدة بيانات كرة القدم.إي يو (الإنجليزية)
- رابح سعدان على موقع ناشيونال فوتبول تيمز (الإنجليزية)
- رابح سعدان على موقع عالم كرة القدم.نت (الإنجليزية)